# 1945 في كندا
فيما يلي قوائم الأحداث التي وقعت خلال عام 1945 في كندا.

## سياسة

### تعيين في المنصب
- 1 يناير – تشارلز ميريت عضو مجلس العموم الكندي.
- 1 يناير – توماس ميلر الحاكم العام لمقاطعة ساسكاتشوان [الإنجليزية]‏.
- 1 يناير – دافي فولتون عضو مجلس العموم الكندي.
- 24 أغسطس – جيمس هوراس كينغ رئيس مجلس الشيوخ [الإنجليزية]‏.
- 23 أكتوبر – هنري هيكس عضو مجلس نواب نوفا سكوشا ‏.

### انتهاء فترة المنصب
- 1 يناير – أرشيبالد بيتر ماكناب الحاكم العام لمقاطعة ساسكاتشوان [الإنجليزية]‏.
- 1 يناير – توماس ميلر الحاكم العام لمقاطعة ساسكاتشوان [الإنجليزية]‏.
- 3 مارس – جون رودريك ماكدونالد Roman Catholic Bishop of Peterborough ‏.

## مواليد

### يناير
- 1 يناير – بيلي كوبر لاعب كرة قدم كندي.
- 1 يناير – تيم ستيفنسون سياسي كندي.
- 1 يناير – جوزيف شيرمان كاتب كندي.
- 1 يناير – روبرت شارب
- 1 يناير – سوزانا نورث كاتبة كندية.
- 1 يناير – سيلين باوتشر فنانة كندية.
- 1 يناير – غيل سكوت كاتبة كندية.
- 1 يناير – فرانسينا نويل
- 1 يناير – كيث هاريسون كاتب كندي.
- 1 يناير – كينيث رادو كاتب كندي.
- 1 يناير – مايكل والكر عالم اقتصاد كندي.
- 1 يناير – نورمان أورنشتاين موسيقي كندي.
- 1 يناير – نيكول هود كاتبة كندية.
- 1 يناير – هاريسون كينيدي موسيقي كندي.
- 3 يناير – مايك والتون لاعب هوكي جليد كندي.
- 5 يناير – جون ديفيد مالوني سياسي كندي.
- 6 يناير – ميخائيل والش ناقد سينمائي كندي.
- 8 يناير – ديف هودج
- 8 يناير – رون إليس لاعب هوكي جليد كندي.
- 10 يناير – غينيفيف أميوت
- 15 يناير – بوني برنارد كاتبة كندية.
- 18 يناير – توم هاريسون لاعب كرة قاعدة من الولايات المتحدة الأمريكية.
- 22 يناير – غوردون بارنهارت مؤرخ كندي.
- 23 يناير – مايك هاريس سياسي كندي.
- 24 يناير – بوبي تايلور لاعب هوكي جليد كندي.
- 24 يناير – جون روس
- 27 يناير – جو غيز سياسي كندي.
- 29 يناير – واين ستيفنسون لاعب هوكي جليد كندي.
- 30 يناير – جورج أ. إليوت رياضياتي كندي.
- 30 يناير – كيث باركر سياسي كندي.

### فبراير
- 8 فبراير – ميكيل براون
- 9 فبراير – دينيس شابوت
- 10 فبراير – دونك روسو لاعب هوكي جليد كندي.
- 19 فبراير – بيل كيسي سياسي كندي.
- 19 فبراير – جيم برادلي سياسي كندي.
- 20 فبراير – دونالد ماكفيرسون متزلج فني كندي.
- 21 فبراير – داني غرانت لاعب هوكي جليد كندي.

### مارس
- 3 مارس – غوردون تومسون ممثل كندي.
- 4 مارس – باتريك بوير سياسي كندي.
- 7 مارس – رايموند بوشار ممثل كندي.
- 17 مارس – ديف بيلي منافِس أوليمبي كندي.
- 18 مارس – جوين فيلدنغ
- 23 مارس – برايان مكدونالد لاعب هوكي جليد كندي.
- 27 مارس – آنا ماي أكواش
- 28 مارس – توم هورن سياسي أمريكي.
- 30 مارس – رون غارفين مصارع محترف كندي.

### أبريل
- 8 أبريل – رون هيوستن لاعب هوكي جليد كندي.
- 9 أبريل – توم مكينيس سياسي كندي.
- 11 أبريل – مايك كيلكيني
- 18 أبريل – برناديت رينو
- 18 أبريل – برنارد أركاند
- 23 أبريل – هيثر كرو ناشطة كندية.
- 24 أبريل – دوغ رايلي
- 29 أبريل – لايلي كارتر لاعب هوكي جليد كندي.

### مايو
- 5 مايو – جوزيف برايس سياسي كندي.
- 11 مايو – جون ويلدون مخرج أفلام كندي.
- 26 مايو – برونوين والاس شاعرة كندية.
- 26 مايو – دونالد ستيفن ملحن كندي.
- 26 مايو – غاري بيترسون موسيقي كندي.
- 27 مايو – بروس كوكبورن
- 30 مايو – جيم بيري لاعب كرة قدم كندي.
- 31 مايو – ألتون وايت لاعب هوكي جليد كندي.

### يونيو
- 2 يونيو – ديفيد برايس سياسي كندي.
- 5 يونيو – أندريه لاكروا لاعب هوكي جليد كندي.
- 9 يونيو – سوزان سوان روائية كندية.
- 12 يونيو – ويليام جيمس هارتلي سياسي كندي.
- 16 يونيو – بادي روبرتس مصارع محترف من الولايات المتحدة الأمريكية.
- 16 يونيو – كلير الكسندر لاعب هوكي جليد كندي.
- 20 يونيو – آن موراي مدرس من كندا.
- 20 يونيو – رونالد ساندرز مونتير كندي.
- 22 يونيو – باول كونولي سياسي كندي.
- 24 يونيو – واين كاشمان لاعب هوكي جليد كندي.
- 25 يونيو – ستيفن روس سميث
- 27 يونيو – دوغ شيلتون لاعب هوكي جليد كندي.
- 29 يونيو – مايك بلكين لاعب كرة مضرب كندي.

### يوليو
- 2 يوليو – باسيل بارك لاعب كرة قدم كندي.
- 18 يوليو – ستيفن مانديل سياسي كندي.
- 18 يوليو – كيري بوند لاعب هوكي جليد كندي.
- 19 يوليو – كرايغ كاميرون لاعب هوكي جليد كندي.
- 22 يوليو – ميخائيل بورغس مغني كندي.
- 24 يوليو – هيو روس
- 25 يوليو – كين توبياس
- 29 يوليو – باري ألين
- 29 يوليو – رون أندرسون لاعب هوكي جليد كندي.
- 31 يوليو – شارلوته دايموند مغنية كندية.

### أغسطس
- 9 أغسطس – غاري تومسون لاعب كرة قدم كندي.
- 11 أغسطس – ديفيد والش
- 16 أغسطس – إيرل موريس لاعب كرلنغ كندي.
- 24 أغسطس – راندي موراي لاعب هوكي جليد كندي.
- 27 أغسطس – دوغلاس ر. كامبل

### سبتمبر
- 7 سبتمبر – جاك لومير لاعب هوكي جليد كندي.
- 8 سبتمبر – روجاتين فاشون لاعب هوكي جليد كندي.
- 17 سبتمبر – ديفيد إيمرسون سياسي كندي.
- 22 سبتمبر – ريك فولي لاعب هوكي جليد كندي.
- 27 سبتمبر – جاك غولدستاين فنان أمريكي.
- 27 سبتمبر – دينيس كيرنز لاعب هوكي جليد كندي.
- 27 سبتمبر – كين كوالسكي سياسي كندي.
- 28 سبتمبر – جون أربور لاعب هوكي جليد كندي.
- 30 سبتمبر – ستيفن بورتر سياسي كندي.

### أكتوبر
- 8 أكتوبر – نيل غان متسابق يخت كندي.
- 12 أكتوبر – ديفيد جي. تورنر عالم فلك كندي.
- 16 أكتوبر – نورمان فيرغسون لاعب هوكي جليد كندي.
- 17 أكتوبر – ديف كاتلر لاعب كرة قدم كندي.
- 18 أكتوبر – جيم شو لاعب هوكي جليد كندي.
- 24 أكتوبر – ريتشارد بلاس
- 27 أكتوبر – لاري إي. سميث موسيقي كندي.

### نوفمبر
- 3 نوفمبر – توبي باريت سياسي كندي.
- 7 نوفمبر – بيفرلي آدمز ممثلة كندية.
- 9 نوفمبر – ساندي جيلكريست سبّاح كندي.
- 10 نوفمبر – أل سميث لاعب هوكي جليد كندي.
- 10 نوفمبر – لاري هورنونغ لاعب هوكي جليد كندي.
- 11 نوفمبر – نورمان دويل سياسي كندي.
- 12 نوفمبر – جورج إيتون سائق فورمولا 1 كندي.
- 12 نوفمبر – نيل يونغ
- 14 نوفمبر – نورمان سنيدر كاتب سيناريو كندي.
- 18 نوفمبر – برايان فيتزباتريك سياسي كندي.
- 20 نوفمبر – مارك أ. كاستنر فيزيائي أمريكي.
- 27 نوفمبر – بوب جونز لاعب هوكي جليد كندي.

### ديسمبر
- 3 ديسمبر – أل كوتس
- 4 ديسمبر – روبرتا بوندار
- 4 ديسمبر – فران هاك لاعب هوكي جليد كندي.
- 5 ديسمبر – بوب هيني لاعب هوكي جليد كندي.
- 6 ديسمبر – دانيال جوزيف ماريون سياسي كندي.
- 6 ديسمبر – لويز فيليون جغرافية كندية.
- 8 ديسمبر – مايك هايندمان لاعب هوكي جليد كندي.
- 13 ديسمبر – ليز بيسونت كاتبة كندية.
- 16 ديسمبر – نوربرت مورين سياسي كندي.
- 17 ديسمبر – ديفيد جونسون سياسي كندي.
- 19 ديسمبر – موراي كونتز لاعب هوكي جليد كندي.
- 24 ديسمبر – ستيف سميث
- 30 ديسمبر – جويل فينلاي

## وفيات

### يناير
- 1 يناير – ليلي عثمان آدامز (مواليد 1865) رسامة كندية.
- 3 يناير – جوليس ألارد (مواليد 1859) سياسي كندي.
- 4 يناير – هارولد فرازير (مواليد 1872) لاعب غولف من الولايات المتحدة الأمريكية.
- 15 يناير – كيت سيمبسون هايز (مواليد 1856)
- 16 يناير – والتر ريد (مواليد 1869) سياسي كندي.
- 19 يناير – ويليام الكسندر روب كير (مواليد 1875)

### فبراير
- 18 فبراير – فرانك أوليفر فولر (مواليد 1861) سياسي كندي.
- 23 فبراير – ريجنالد باركر (مواليد 1886) مخرج أفلام من الولايات المتحدة الأمريكية.

### مارس
- 2 مارس – إميلي كار (مواليد 1871)
- 3 مارس – ريتشارد جوزيف أوديت (مواليد 1922)

### أبريل
- 1 أبريل – روي ماكونيل (مواليد 1898)
- 29 أبريل – أرشيبالد بيتر ماكناب (مواليد 1864) سياسي كندي.

### يونيو
- 20 يونيو – توماس ميلر (مواليد 1876) سياسي كندي.
- 25 يونيو – والتر إيوينغ (مواليد 1878) لاعب رماية كندي.

### يوليو
- 16 يوليو – موريس الكسندر (مواليد 1889) سياسي بريطاني.
- 24 يوليو – فرد ديفيس (مواليد 1868) سياسي كندي.

### أغسطس
- 9 أغسطس – روبرت هامبتون غراي (مواليد 1917)
- 15 أغسطس – توم تايلور (مواليد 1880) لاعب كرة قدم كندي.
- 17 أغسطس – ستانلي غاردنر (مواليد 1890) موسيقي كندي.
- 19 أغسطس – جاك ماركس (مواليد 1885) لاعب هوكي جليد كندي.

### سبتمبر
- 1 سبتمبر – غوردون جينينغز لاينغ (مواليد 1869)

### أكتوبر
- 4 أكتوبر – جيرالدين مودي (مواليد 1854) مصورة كندية.
- 24 أكتوبر – فرانكلين كارمايكل (مواليد 1890) فنان كندي.

### نوفمبر
- 1 نوفمبر – ماري لاكوست غرين لاوي (مواليد 1867) نسويّة كندية.
- 2 نوفمبر – ويليام ريد (مواليد 1859)
- 3 نوفمبر – كينيث ستيوارت (مواليد 1891) عسكري كندي.
- 23 نوفمبر – تشارلز نوريس كوكرين (مواليد 1889)

### ديسمبر
- 8 ديسمبر – توماس بيل (مواليد 1863) سياسي كندي.
- 10 ديسمبر – توماس فوستر (مواليد 1852) سياسي كندي.
- 17 ديسمبر – إدوارد ويليام أرشيبالد (مواليد 1872) جراح كندي.